# Słowo Żydowskie
Słowo Żydowskie (literal, La Palabra judía) es una revista periódica bilingüe publicada mensualmente en polaco y yidis.  Fundada en 1992, actualmente es la principal publicación judía en Polonia.

## Historia
Fundada en 1992 para reemplazar un periódico anterior llamado Folks-Sztyme ("La voz del pueblo"), publicado en la República Popular Polaca entre 1946 y 1991, durante la década de 1950, los derechos de publicación se transfirieron a la TSKŻ (Social and Cultural Association of Jews in Poland), que se fundó tras la fusión del Comité Central de Judíos en Polonia con la Sociedad Judía de Cultura y Arte. Sin embargo, el Partido Unido de los Trabajadores de Polonia (PZPR) tenía control directo sobre los editores del periódico y censura completa sobre el mismo. El cambio político a la democracia en el finales de la década de 1980 permitió la publicación de contenido libre.
El número de lectores disminuyó gradualmente debido a la emigración de judíos polacos después de Segunda Guerra Mundial. El crisis política de 1968 y una campaña antisemita orquestada por el partido comunista provocó el cierre de varias ramas de la publicación, particularmente en la región de la Baja Silesia.

## Nueva época
La revista es la publicación judía más antigua de Polonia.  La principal característica de "La Palabra judía" es la atención a la cultura y el arte.
La revista se vende en algunos quioscos y librerías de Polonia, incluidos Empik.